# Anna Gobbi
Anna Gobbi (Milano, 1918 – ...) è stata una costumista e sceneggiatrice italiana.

## Biografia
Anna Gobbi intraprende la sua carriera come costumista inizialmente per il teatro prima di poter anche lavorare per il cinema dal 1946 al 1957. 
Successivamente ha lavorato come assistente al montaggio, assistente alla regia ed ha scritto diverse sceneggiature, spesso per il regista Clemente Fracassi. 
Nel 1958 partecipa alla sceneggiatura del film Camping del regista Franco Zeffirelli.
Nel 1965 viene girato l'unico film sotto la sua direzione: Lo scandalo interpretato da Philippe Leroy e da Anouk Aimée di cui scrive la sceneggiatura curandone anche il montaggio.

## Filmografia

### Cinema

#### Costumista
- Il sole sorge ancora, regia di Aldo Vergano (1946)
- Inquietudine, regia di Vittorio Carpignano e Emilio Cordero (1946)
- Caccia tragica, regia di Giuseppe De Santis (1947)
- Riso Amaro , regia di Giuseppe De Santis (1947)
- Non c'è pace tra gli ulivi, regia di Giuseppe De Santis (1950)
- La donna del fiume, regia di Mario Soldati (1954)
- Il ragazzo sul delfino, regia di Jean Negulesco (1957)

#### Sceneggiatrice
- Aida, regia di Clemente Fracassi (1953)
- Andrea Chénier, regia di Clemente Fracassi (1955)
- Camping, regia di Franco Zeffirelli (1958)
- Lo scandalo, regia di Anna Gobbi (1965)
- Ondata di calore, regia di Nelo Risi (1970)

#### Montatrice
- Lo scandalo, regia di Anna Gobbi (1965)

#### Regista
- Lo scandalo (1965)